# Саратамата
Саратамата (англ. Saratamata) — административный центр провинции Пенама островного государства Вануату.
Расположен на восточном берегу о. Аоба, входящем в архипелаг Новые Гебриды в Тихом океане. Является самым крупным поселением на этом острове.
Население — около 500 человек.
В Саратамата имеется несколько магазинов розничной торговли, ресторан, гостевой дом и рынок, где продаются товары местного производства.
Здесь же имеется небольшой аэродром, расположенный в близлежащем поселке Лонгана, с которого осуществляются регулярные внутренние рейсы в Порт-Вила (расстояние 168 км) и Люганвиль (расстояние 52 км), которым управляет национальная авиакомпания Air Vanuatu.